# Przygórze (Wolibórz)
Przygórze – osada leśna wsi Wolibórz w Polsce, położona w województwie dolnośląskim, w powiecie kłodzkim, w gminie Nowa Ruda, w Sudetach Środkowych, w Górach Sowich, na południowy wschód od wzniesienia Golec, przy drodze wojewódzkiej nr 384 łączącej Wolibórz i Jodłownik, na wysokości około 570 m n.p.m.
W latach 1975–1998 osada administracyjnie należała do województwa wałbrzyskiego.